# Crypteria spectralis
Crypteria spectralis är en tvåvingeart som beskrevs av Alexander 1935. Crypteria spectralis ingår i släktet Crypteria och familjen småharkrankar. Inga underarter finns listade i Catalogue of Life.